# Под шорох шин (мультфильм)
«Под шорох шин» — советский короткометражный кукольный мультфильм, снятый в 1973 году на Свердловском телевидении режиссёром Анатолием Аляшевым.

## Сюжет
Сюжет мультфильма основан на приключениях, которые происходят с различными персонажами в процессе поездки на автомобиле. В центре внимания — взаимодействие людей и окружающего мира, отражение различных моментов повседневной жизни.
Анимация передает атмосферу дороги, дороги как символа путешествий и изменений. В процессе мультфильма зрители могут наблюдать за тем, как на фоне шороха шин разворачиваются забавные события и неожиданные встречи.
Мультфильм пропитан духом советской культуры и показывает важность дружбы, общения и взаимодействия между людьми, даже в случайных встречах на дороге.
Эта короткометражная работа акцентирует внимание на простых, но важных аспектах жизни, вызывая улыбку и положительные эмоции у зрителей.

## Создатели
| Автор сценария            | Герман Дробиз                                                      |
| Режиссёр                  | Анатолий Аляшев                                                    |
| Художник-постановщик      | Андрей Евладов                                                     |
| Композиторы               | Александр Зацепин, Шандор Каллош                                   |
| Оператор                  | Александр Ишин                                                     |
| Художники-мультипликаторы | Раиса Пестрякова, Владимир Рожин, Евгений Скаридов, Андрей Солодов |
| Звукорежиссёр             | Борис Берестецкий                                                  |
| Ассистент по монтажу      | Н. Аляшева                                                         |
| Монтажёр                  | Валерий Хайдаров                                                   |
| Редактор                  | Фёдор Корытко                                                      |
| Директор фильма           | Юрий Рожин                                                         |

## Производство
В фильме использованы некоторые куклы из предыдущей работы аниматоров — «Бурёнка из Маслёнкино».
В фильме была сцена, в которой волк попадает в аварию на автомобиле, регистрационный номер которого был PSPR, что было трактовано цензурной комиссией, как отсылка к Польской рабочей партии. После прояснения ситуации, было дано указание уничтожить негатив сцены, и вместо неё произвести досъёмки. Мультипликаторы удалили сцену, но не уничтожили наработки. В результате, были выпущены оба фильма «Под шорох шин» и обновлённый — «Я встретил вас».

Впоследствии была сделана цифровая реставрация мультфильма «Я встретил вас». А «Под шорох шин» сохранился только копией плохого качества, о чём рассказала дочь аниматора: 
В Москву сообщили: фильм уничтожен. Но у кого бы рука поднялась? Пересняли крамольную часть фильма, добавили ещё один эпизод, назвали «Под шорох шин» и Москва… приняла! Естественно, что на TV появлялся только этот вариант фильма и странно, что на ютуб попало то изначальное «Я встретил вас», грозившее международным скандалом, что должно было сгореть, а фильм «Под шорох шин» вообще пропал. Я ждала, что он появится, как некогда, чудесным образом появились другие, но тщетно. У папы существовал этот фильм на видеокассете, но в ужаснейшем качестве. После оцифровки оно тоже не улучшилось. Потому я при реставрации взяла из фильма «Я встретил вас» все части, вошедшие после пересъемки в «Под шорох шин».